# Příloha (jídlo)

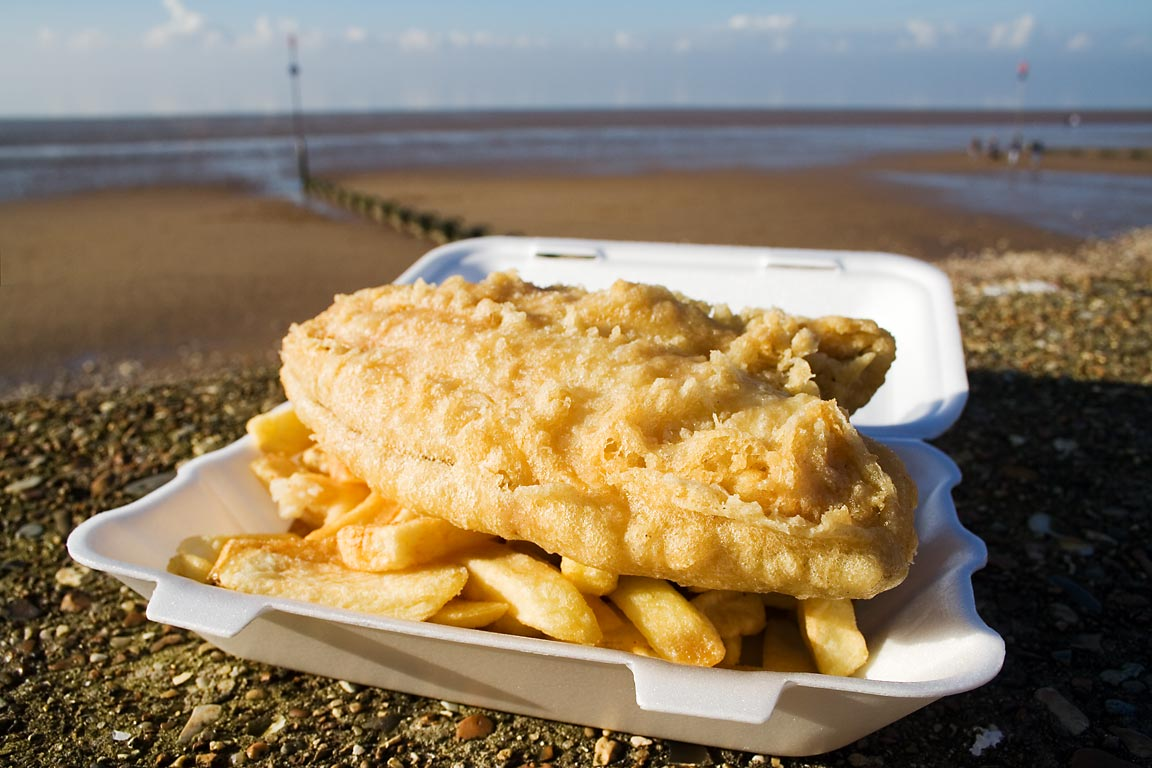
Fish and chips, kde jako příloha figurují smažené hranolky

Příloha je druh jídla podávaný k hlavnímu jídlu, kterému dodává především sacharidy.

## Druhy příloh
- brambory
  - hranolky
  - bramborová kaše
- Obilniny
  - rýže
  - kroupy, bulgur, oves (kaše), kukuřice, quinoa, kuskus, jáhly
  - knedlík (houskový, bramborový, noky)
  - těstoviny
  - pečivo
- luštěniny (např. čočka, hrách, fazole, sója)
- zelenina
- houby

## Vliv příloh na zdraví
Přílohy jsou zdrojem sacharidů, díky nimž je tělo zásobováno energií. Těch by mělo být ve stravě v denním průměru více než 50 procent. V přílohách se objevují komplexní sacharidy, které jsou méně rizikové pro zdraví než jednoduché cukry. V případě obilovin jsou optimální pro zdraví celozrnné přílohy, kde zůstává přirozený podíl vlákniny původní cereálie. Chybou je pak nahrazovat přílohy zcela zeleninovými saláty, protože zelenina má příliš nízký obsah sacharidů.